# Ostrov Axela Heiberga
Ostrov Axela Heiberga (anglicky Axel Heiberg Island, francouzsky Île Axel Heiberg) se nachází v nejmladším a největším teritoriu Kanady v Nunavutu, na severovýchodě Kanadského arktického souostroví, v nejsevernější oblasti Severní Ameriky.

## Poloha
Ostrov Axela Heiberga, rozlohou 32. největší ostrov na světě, je ostrovem Severního ledového oceánu. Leží v blízkosti Ellesmerova ostrova, který je svou odvrácenou stranou nepříliš vzdálen od severozápadního pobřeží Grónska. Při bližší specifikaci polohy je zařazován do skupiny Sverdrupových ostrovů, které jsou součásti souostroví Ostrovy královny Alžběty.
Je podlouhlého tvaru, orientován je severojižně. Jeho výměra je 43 178 km², na délku měří 371 km a na šířku 246 km. Délka jeho pobřeží čítá okolo 2700 km a je zbrázděno asi 15 fjordy a 5 zálivy, většinou s ústím řek odvádějících vodu z tajících ledovců.

## Situace
Ostrov objevil a prozkoumal v roce 1900 námořník a polární výzkumník Otto Sverdrup. Povrch ostrova je převážně skalnatý a hornatý, poledníkovým směrem vedoucí pohoří princezny Margarety (Princess Margaret Mountain) dosahuje výšek přes 2000 m n. m.; nejvyšším bodem ostrova je hora Outlook Peak. Horský hřbet spadá strmě k západnímu břehu ostrova, východní část pohoří je naopak mírně svažitá, s plošinami. Pohoří je pokryto ledovci a ledovcovými poli, které zabírají zhruba třetinu plochy ostrova. Pod některými jsou hluboká jezera, naplňovaná vodou z tajícího ledu. Klima je na ostrově tvrdé, v zimním období zde dosahují mrazy až – 40 °C, je to však jedno z nejsušších míst na celém vysokém severu.

## Obyvatelstvo
I když existují náznaky obydlení ostrova Inuity v dobách dávno minulých, v novodobých dějinách ostrov obydlen není.
V roce 1960 byla na ostrově založena, asi 8 km od pobřeží, (79°26' N a 90°46' W) sezónní výzkumná stanice McGill Arctic Research Station pro 8 až 12 vědců, kteří se zabývají převážně glaciologií, klimatologií, hydrologií, geologií, limnologií i mikrobiologií. Součásti stanice je i celoroční automatizovaná meteorologická stanice.

## Rarity

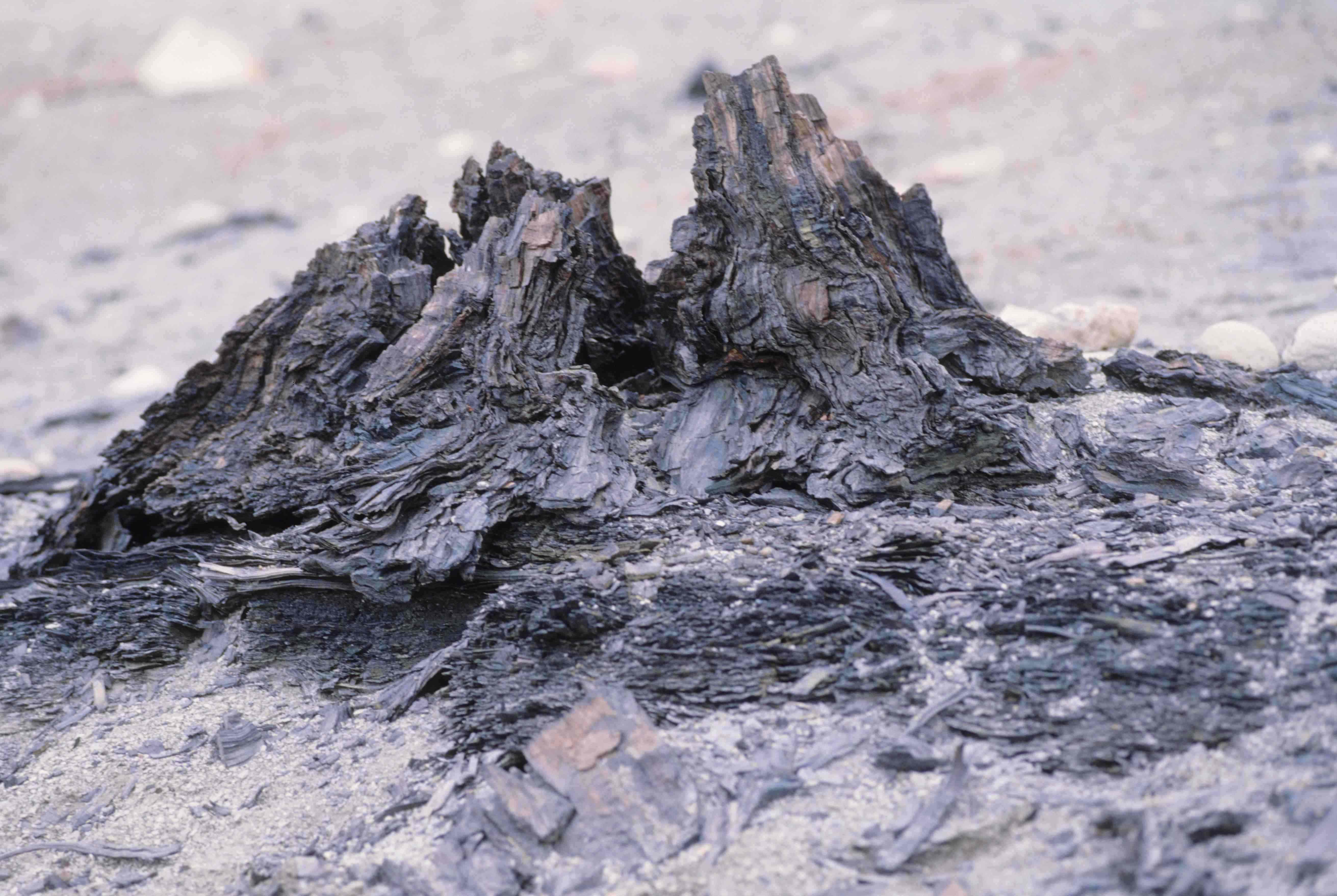
Mumifikovaný pozůstatek metasekvoje

Na ostrově byly nalezeny zbytky zachovaného dřeva prapradávných stromů (pařezů a kořenů), které na ostrově rostly v období středního eocénu (před asi 45 milióny let). Stromy, podobné současné metasekvoji, byly vysoké až 30 m a měly v průměru okolo 1 m. Dřevo nebylo mineralizováno, ale studeným podnebím mumifikováno a teprve nedávno bylo vystaveno erozi.
Je zde unikátní vodní pramen Lost Hammer s tak slanou vodou (až 23 %), že nezamrzá ani v průběhu zimy a není přitom spojen se žádným sopečným zdrojem tepla. Ve vodě, bez volného kyslíku, ale prostoupené z podzemí vyvěrajícím metanem, žijí anaerobní organismy které metan neprodukují, ale naopak se jím živí.